# Catalina García González
Catalina García González (Puebla de Lillo, León,14 de abril de 1888 -1959) fue la primera mujer española en obtener el carnet de conducir, primera conductora de autobuses y primera mujer en obtener una licencia para el funcionamiento de la línea de autobuses, Cofiñal - Boñar. Fue considerada una pionera en el mundo del motor.

## Biografía
Catalina García González nació en Puebla de Lillo, núcleo de población perteneciente a la montaña oriental de León, en el área del Parque Regional Montaña de Riaño y Mampodre. Fue la hija menor de cuatro hermanos. Su padre, Baltasar García, era guardia civil de Rioseco de Tapia, y su madre, Juliana González, era ama de casa, de Puebla de Lillo.

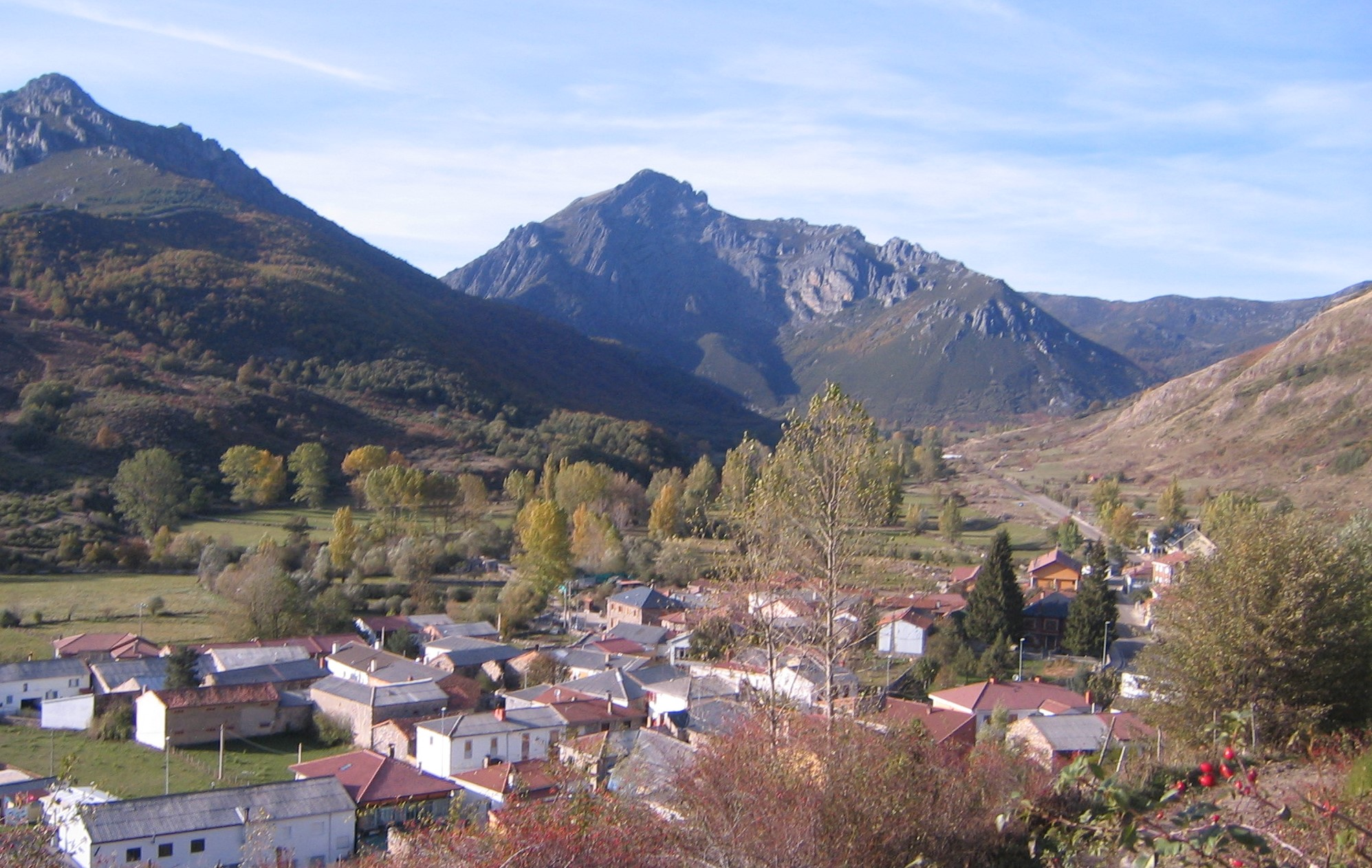
Vista general del pueblo de Cofiñal

Comenzó a trabajar a los 14 años (1902) ayudando en la casa familiar. Se dedicaba, a lomos de su caballo,  a bajar cargamentos de truchas para facturarlos en los Ferrocarriles del Norte en La Robla, con destino a sus clientes en Madrid. 
Aprobó el examen de conducir en 1925, y se convirtió en la primera mujer española con carnet de conducir. En esos años las mujeres necesitaban el permiso marital para poder acceder al examen, y un certificado de buena conducta expedido por la Alcaldía de la localidad de residencia, según el Real Decreto de 23 de julio de 1918.
Catalina García fue madre de seis hijos. Compaginó su trabajo como conductora de autobús con el de la pensión familiar Casa Catalina. Ella conducía el autobús y regentaba la fonda, cuyas doce habitaciones eran frecuentadas, sobre todo, por los trabajadores de las minas de talco de San Andrés. Su marido trabajaba en la mina y cuidaba del ganado, una economía mixta propia de los pueblos en las zonas de montaña. 
Catalina García fue conductora, cartera, madre de seis hijos, recadera de todos los vecinos y regente de una fonda. Murió en 1959. 

## Trayectoria
Catalina García se inició en el transporte en 1908 estableciendo un servicio de línea Cofiñal–Puebla de Lillo –Boñar, que realizaba en su coche de caballos con cabida para cuatro-cinco personas, iniciaba el viaje por la mañana y regresaba por la tarde.   
Una vez conseguido su carnet empezó a conducir un coche Ford T, matrícula LE-934, comprado de segunda mano por su marido, tres años antes. Su segundo coche sería un Hispano Suiza, matrícula LE-1634, apto para el transporte de personas.      

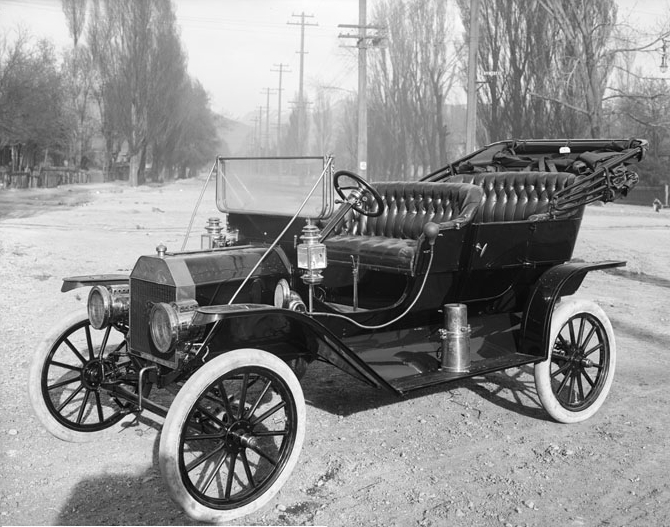
El Ford T fue muy popular en los campos por resistir los toscos caminos rurales. Modelo T de 1910.

### Línea de autobuses
Catalina García obtuvo la concesión de una línea de autobuses y, a cambio de la licencia, debía ejercer de cartera —sin remuneración— en las localidades que atravesaba la ruta, cuyo destino era Boñar. La ruta atravesaba en su viaje 21 pueblos pertenecientes a cuatro ayuntamientos: Puebla de Lillo, Vegamián, Reyero y Boñar. El autobús hacía cuatro viajes diarios, a las siete y media de la mañana salía el primer viaje para Cofiñal a Boñar, y regresaba con el correo antes de la hora de las comidas y a las tres de la tarde partía de nuevo para llegar al tren y de nuevo regresaba antes de la hora de las cenas.
Conseguir la concesión de la línea no fue tarea fácil, pues tuvo que batallar con la concurrencia de otras empresas del sector, que aportaban experiencia. Su insistencia en conseguir la línea regular de autobuses Puebla de Lillo a Boñar no lo logró en un primer intento, ya que esta fue otorgada a la Empresa Fernández. "Como era decidida y valiente, no se dio por vencida y se la tuvieron que otorgar, si bien la suya partía de Cofiñal, un pueblín de montaña a seis kilómetros del suyo".
En el libro Leonesas y  pioneras, de Fulgencio Fernández Fernández explica que, pese a los trámites realizados y las tasas abonadas, la ansiada concesión del transporte de viajeros entre, su pueblo, Puebla de Lillo y Boñar se retrasaba. ¿El motivo? "Competía por ser titular de aquella ruta con otras empresas de hombres, pero no se rendía fácilmente. Lo peleó tanto que se llegó a una solución salomónica: se creó otra línea, la Cofiñal-Boñar, para no importunar demasiado a los más poderosos y permitir que Catalina hiciera valer los derechos que le asistían".
El 13 de marzo de 1935 la empresa concesionaria de autobuses de línea regular Cofiñal-Boñar, de Dña. Catalina García González, recibió la visita de la inspección del Ministerio de Hacienda, resultando de conformidad, y acordando la autorización para satisfacer en metálico el importe del "Timbre devengado por los billetes de viajeros y talones resguardos de mercaderías que expide, fijando en 20 pesetas la cantidad que por este concepto deberá entregar a buena cuenta en fin de cada mes", publicado en la Gaceta de Madrid—Núm. 94 de fecha 4 de abril de 1935.
En 1958, Catalina García vende la empresa a Francisco López Alba, y fue publicado el cambio de titularidad de la concesión de la línea de autobuses Cofiñal-Boñar en el Boletín Oficial del Estado Núm. 255 de fecha 24 de octubre de 1958 y firmado por la Dirección General de Ferrocarriles, Tranvías y Transportes por Carretera, del Ministerio de Obras Pública.
Catalina García está reconocida como una de las mujeres pioneras en el mundo del motor, junto a Sophie Opel, Bertha Benz, Dorothy Levitt y Camille du Gast.
El nombre de Catalina García González ha sido propuesto para estar en el callejero de la ciudad de León (España).

### Sobre Catalina García González
Han escrito periodistas y escritores leoneses:
- Como escribe el periodista Isaías Lafuente, refiriéndose a Catalina García, en el libro Agrupémonos todas. La lucha de las españolas por la igualdad :

```
 "En aquella España de 1925, ver a una mujer al volante de un automóvil era un hecho infrecuente. Y ver a una mujer conduciendo un autobús de pasajeros [en 1928] era, sencillamente, algo que no había sucedido nunca".
[
14
]
```

Isaías Lafuente  en su libro  Agrupémonos todas, reconoce el valor y la importancia de Catalina García en la montaña oriental leonesa y uno de los capítulos lleva el  título de: Catalina llevó el progreso.
En 1958 vendió la empresa a F López, (Empresa López). A pesar del cambio de nombre, las gentes del lugar seguían llamando al autobús de línea “el coche de Catalina”.
- El periodista Fulgencio Fernández ha recogido numerosas anécdotas, como cuando recuerda que le daba el pecho a uno de sus hijos durante el trayecto, esta y otras muchas dan cuenta de la dureza de un recorrido por la montaña leonesa, y han sido recopiladas en dos libros.

Fulgencio Fernández, autor de libros, publicados por El Mundo-La Crónica de León y La Nueva Crónica, escribe: 
```
"El silencio en el que vivieron mujeres tan sacrificadas no se corresponde con el recuerdo que dejaron. En su caso, su huella es imborrable: la fonda de Catalina, el bus de Catalina y, por supuesto, Catalina".
[
1
]
```